# Музыкин, Михаил Максимович
Михаил Максимович Музыкин (1905—1992) — советский военачальник, участник Великой Отечественной войны, Герой Советского Союза (6.04.1945). Генерал-лейтенант (18.02.1958).

## Молодость
Михаил Музыкин родился 14 (27) января 1905 года в деревне Матвеевка (ныне — Хабаровский район Хабаровского края). В 1917 году окончил четвертый класс приходской школы. С пятнадцатилетнего возраста работал в Николаевске. После занятий Приморья Красной Армией вступил в отряд частей особого назначения (ЧОН) в Николаевске-на-Амуре. Семнадцатилетним юношей принимал участие в Гражданской войне на Дальнем Востоке, в том числе в Волочаевской операции 1922 года. После войны работал на Нижнем Амуре, занимался национализацией рыбных промыслов, организовывал работу трудовых коммун, трудился мастером-инструктором по рыбообработке. 

## Служба в войсках ОГПУ
В мае 1924 года призван на службу в войска ОГПУ СССР. Окончил полковую школу 2-го кавалерийского полка ОГПУ (Хабаровск) в 1924 году, команду одногодичников при Московской пограничной школе ОГПУ в 1925 году. С сентября 1925 служил в 2-м кавалерийском полку ОГПУ командиром взвода и заместителем командира эскадрона, помощником начальника штаба полка и начальником штаба этого полка войск ОГПУ. Во время службы в полку также окончил курсы усовершенствования начальствующего состава при Управлении пограничных войск Сибирского округа (Новосибирск) с октября 1926 по апрель 1927 года. С мая по октябрь 1927 года был начальником штаба экспедиционного отряда, направленного в район Чумикан — Аян — Охотск. Участвовал в боях с повстанческими формированиями (см. Якутские восстания) Бочкарёва и П. Г. Карамзина (бывшие руководители Тунгусского восстания), в бою под Охотском был тяжело ранен. В составе того же полка участвовал в боях на КВЖД в 1929 году. В апреле 1930 года уволен в запас.

## Хозяйственная деятельность
Окончил три курса Харьковского государственного экономического института в 1933 года. В этом году приехал в Петропавловск-Камчатский, где работал в Акционерном Камчатском обществе «ОКО» экономистом, начальником планово-экономического отдела и техническим директором. С ноября 1938 года работал адвокатом в Петропавловске-Камчатском, затем в Хабаровске, с 1940 года — в Сочи, где работал адвокатом в Сочинской городской юридической консультации. 

## Великая Отечественная война
В начале Великой Отечественной войны, в июле 1941 года, создал и возглавил батальон народного ополчения в Сочи. Во главе его нёс караульную и дозорную службу в городе и окрестностях. В ноябре 1941 года был призван на службу в Рабоче-крестьянскую Красную Армию, до апреля 1942 года служил секретарём военного трибунала 9-й армии Южного фронта. Затем его направили на учёбу и в августе этого года М. М. Музыкин окончил Высшие стрелково-тактические курсы усовершенствования офицерского состава пехоты «Выстрел». Член ВКП(б) с 1943 года.
С августа 1942 года майор Музыкин служил помощником начальника штаба 57-й стрелковой курсантской бригады в Московском военном округе. С сентября 1942 года — на фронте, когда бригаду перебросили в состав 11-го гвардейского стрелкового корпуса 9-й армии Закавказского фронта и она участвовала там в оборонительных сражениях битвы за Кавказ: в Моздок-Малгобекской и Нальчикско-Орджоникидзевской оборонительных операциях. Отличился в Северо-Кавказской наступательной операции, за которую был награждён сразу двумя орденами Красного Знамени. С января по март временно командовал этой бригадой.
С марта 1943 — командир 10-й гвардейской отдельной стрелковой бригады 11-го гвардейского стрелкового корпуса 9-й армии Северо-Кавказского фронта, участник Краснодарской наступательной операции. В мае был ранен. В июне вышел из госпиталя и назначен командиром 19-й отдельной стрелковой бригады в этом корпусе.
С августа 1943 года — заместитель командира 304-й стрелковой дивизии 9-й армии Северо-Кавказского фронта, отличился в Новороссийско-Таманской наступательной операции. После её завершения 23 октября в звании подполковника назначен командиром дивизии, в декабре прибыл с ней в состав 1-й гвардейской армии 1-го Украинского фронта. Успешно участвовал в Житомирско-Бердичевской и в Проскуровско-Черновицкой наступательных операциях. С мая 1944 года вновь находился в госпитале. После выписки его направили на учёбу. В 1944 году окончил курсы усовершенствования высшего начальствующего состава при Высшей военной академии имени К. Е. Ворошилова. В боях четыре раза был ранен и один раз контужен.
25 ноября 1944 года прибыл вновь на фронт и назначен командиром 185-й стрелковой дивизии.
Командир 185-й стрелковой дивизии 77-го стрелкового корпуса 47-й армии 1-го Белорусского фронта полковник Михаил Музыкин особо отличился в Висло-Одерской наступательной операции. Перейдя в наступление 15 января 1945 года севернее Варшавы, дивизия Музыкина прорвала немецкую оборону к северу от Варшавы между реками Западный Буг и Висла, с ходу форсировала Вислу, обошла Варшаву с севера и замкнула кольцо окружения вокруг гарнизона Варшавы. 17 января 1945 года дивизия с ходу освободила город Сохачев, нанеся противнику большие потери. 29 января дивизия вышла на границу с Германией, пройдя за две недели около 300 километров. 
Указом Президиума Верховного Совета СССР от 6 апреля 1945 года «за  образцовое выполнение боевых заданий Командования на фронте борьбы с немецкими захватчиками и проявленные при этом отвагу и геройство» полковнику Михаилу Максимовичу Музыкину присвоено звание Героя Советского Союза с вручением ордена Ленина и медали «Золотая Звезда».
Командовал дивизией до конца войны. Под его командованием она участвовала в уничтожении гарнизона города-крепости Шнайдемюль, затем в ходе Восточно-Померанской операции ликвидировала немецкий плацдарм восточнее Штеттина, овладела городом Альтдамм и вышла на побережье Балтийского моря у города Кольберг. Успешно наступала дивизия и в Берлинской операции, овладев городами Потсдам и Бранденбург, участвуя в штурме Берлина, завершив боевые действия на Эльбе 8 мая.

## Послевоенная служба
После окончания войны Музыкин продолжил службу в Советской Армии. 11 июля 1945 года ему было присвоено воинское звание генерал-майор. В августе его вновь направили лечиться, а в октябре он назначен командиром 101-й гвардейской стрелковой дивизии в Группе советских оккупационных войск в Германии. В феврале 1946 года вывел дивизию в Московский военный округ. В июле 1946 года дивизия была сокращена в 21-ю отдельную гвардейскую стрелковую бригаду, которой генерал Музыкин командовал до июня 1947 года. Затем — начальник штаба 30-й гвардейской механизированной дивизии Прибалтийского военного округа. С февраля 1949 года служил начальником отдела боевой подготовки 11-й гвардейской армии в Прибалтийском военном округе. 
С ноября 1951 года — начальник Управления боевой и физической подготовки штаба Прибалтийского ВО. С марта 1959 года — представитель по сухопутным войскам Главного командования Объединённых Вооружённых сил государств — участников Варшавского договора в Болгарской народной армии. С декабря 1962 года был в распоряжении министра обороны СССР, в январе 1963 года генерал-лейтенант М. М. Музыкин был уволен в запас. 
Проживал в Москве. Умер 22 июня 1992 года, похоронен на Домодедовском кладбище Москвы.
Именем Героя названы улицы в Хабаровске и в Житомире. Оно увековечено на мемориальном комплексе Площади Славы в Хабаровске.

## Награды
- Герой Советского Союза (6.04.1945)[5]
- Орден Ленина (6.04.1945)
- Четыре ордена Красного Знамени (31.01.1943, 18.02.1943, 28.05.1945, 30.12.1956)
- Орден Суворова 2-й степени (10.01.1944)
- Два ордена Отечественной войны 1-й степени (22.10.1943, 11.03.1985)
- Орден Красной Звезды (15.11.1951)
- Медаль «За боевые заслуги» (15.11.1950)
- Медаль «За оборону Кавказа»
- Медаль «За взятие Берлина»
- Медаль «За освобождение Варшавы»
- Ряд других медалей СССР
- Именное оружие (1927)
- Знак «10 лет ВЧК-ОГПУ» (1928)
- Орден «9 сентября 1944 года» 1-й степени (Болгария)
- Крест Храбрых (Польша, 1944)
- Почётный гражданин Житомира[3]